# Полбинский сельский округ
Полбинский сельский округ — упразднённая административно-территориальная единица, существовавшая на территории Егорьевского района Московской области в 1994—2004 годах.
Полбинский сельсовет был образован в первые годы советской власти. По данным 1923 года он входил в состав Двоенской волости Егорьевского уезда Московской губернии.
В 1925 году Полбинский с/с был присоединён к Дмитровскому с/с, но уже 16 ноября 1926 года восстановлен.
В 1929 году Полбинский с/с был отнесён к Егорьевскому району Орехово-Зуевского округа Московской области.
17 июля 1939 года к Полбинскому с/с были присоединены Дмитровский (селение Дмитровка) и Княжевский (селения Княжево, Леоново и Харламово) с/с.
27 июня 1959 года Полбинский с/с был упразднён, а его территория включена в Подрядниковский с/с.
6 марта 1975 года Полбинский с/с был восстановлен. В его состав вошли:
- из Починковского с/с: Большая Ильинка, Княжево, Леоново, Новоерохино, Полбино, Староерохино и Харламово.
- из Двоенского с/с: Гора, Дмитровка, Кумово, Новый Путь, Скорнево и Тимохино.

23 июня 1988 года в Полбинском с/с были упразднены деревни Кумово, Новый Путь, Скорнево и Харламово.
3 февраля 1994 года Полбинский с/с был преобразован в Полбинский сельский округ.
21 июня 2004 года Полбинский с/о был упразднён. При этом его территория была передана в Подрядниковский с/о.